# Grâce Zaadi
Grace Zaadi (Courcouronnes, 7 de julho de 1993) é uma handebolista profissional francesa, medalhista olímpica.

## Carreira
Grace Zaadi fez parte do elenco medalha de prata na Rio 2016. Nos Jogos Olímpicos de Verão de 2024, em Paris, conquistou a medalha de prata no torneio feminino do handebol, após confronto na final contra a equipe norueguesa.